# Layla Moran
Pour les articles homonymes, voir Moran.
 (juillet 2023).
Layla Michelle Moran (née le 12 septembre 1982) est une femme politique libérale démocrate britannique. Elle est députée d'Oxford West et d'Abingdon depuis les élections générales de 2017. Elle est réélue en 2019. 
Moran étudie la physique à l'Imperial College de Londres et travaille comme professeur de mathématiques et de physique avant de devenir député. Elle est porte-parole libérale démocrate pour l'éducation depuis 2017, et porte-parole pour le numérique, la culture, les médias et le sport de 2019 à 2020. 

## Jeunesse et carrière
Layla Michelle Moran est née à Hammersmith le 12 septembre 1982 fille aînée du diplomate James Moran et de Randa Moran, une mère palestinienne chrétienne de Jérusalem. Son arrière-grand-père est l'écrivain palestinien Wasif Jawhariyyeh, qui a publié de nombreux ouvrages. Moran se décrit comme une Palestinienne britannique. À propos de son éducation, Moran déclare: "Mon origine palestinienne m'a intéressée au niveau mondial. La politique était toujours à table, cela m'a préparé à m'engager. "
Parce que son père est diplomate pour l'Union européenne, Moran grandit dans divers pays, dont la Belgique, la Grèce, l'Éthiopie, la Jamaïque et la Jordanie,,. 
Moran fréquente des écoles privées à Bruxelles, Kingston (Jamaïque) et Brighton (Roedean School). De 2000 à 2003, elle étudie la physique à l'Imperial College de Londres et de 2005 à 2007, elle complète avec un PGCE à l'Université Brunel de Londres. De 2007 à 2008, elle étudie pour une maîtrise en éducation comparée à l'Institut d'éducation de l'UCL. 
De 2003 à 2012, elle est professeure de mathématiques et de physique à l'International School of Brussels et dans deux autres écoles de Londres: Queensmead School et Southbank International School. Entre 2009 et 2013, elle travaille comme tutrice à temps partiel pour Oxford Study Courses, une entreprise qui aide les enseignants et les étudiants du baccalauréat international, et à partir de 2013, elle est promue directrice académique à temps plein. 

## Carrière politique
Moran est sélectionnée comme candidate libérale démocrate pour Battersea aux élections générales de 2010, où elle arrive en troisième place. Elle se présente également comme candidate à West Central lors des élections à l'Assemblée de Londres en 2012, se classant quatrième. 
Moran se présente à Oxford West et Abingdon lors des élections générales de 2015, arrivant en deuxième position. Elle est de nouveau choisie pour le siège aux élections générales de 2017, où elle bat la ministre de la Santé Nicola Blackwood avec 26 256 voix (43,7%) et une majorité de 816,. Moran est la première députée britannique d'origine palestinienne et la première députée libérale démocrate issue d'une minorité ethnique. 
En juin 2017, Moran est nommée porte-parole du Parti libéral-démocrate pour l'éducation, la science et les jeunes à la Chambre des communes. Ce mois-là, elle utilise son premier discours pour appeler à un financement équitable dans les écoles et, en juillet 2017, elle se prononce contre la fermeture de tous les centres pour enfants Sure Start dans l'Oxfordshire, qui a eu lieu plus tôt dans l'année,,. Toujours en juillet 2017, Moran est critiquée pour avoir accusé les conservateurs de sous-financer un nouveau programme visant à fournir 30 heures de garde d'enfants gratuites aux enfants de parents qui travaillent ,. Plus tard cette année-là, elle est nommée membre du Comité des comptes publics, chargée de superviser les dépenses gouvernementales. 
En mai 2019, Moran annonce qu'en tant que députée relativement nouvelle, elle ne se présenterait pas aux élections à la direction des Libéraux démocrates de 2019. Elle est considérée comme une candidate potentielle pour remplacer Vince Cable à la tête des Libéraux-Démocrates après l'annonce en septembre 2018 de son intention de se retirer de ce poste ,. Lors des élections générales de 2019, elle est réélue avec une majorité à 8943 voix . 

## Vie privée
Moran et son petit ami de l'époque, Richard Davis, sont arrêtés et brièvement détenus après une dispute dans leur chambre d'hôtel lors d'une conférence fédérale libérale-démocrate de 2013. Les accusations ont été abandonnées par la suite. La relation a ensuite pris fin. 
Elle fait son coming-out pansexuel en 2020. 